# 434 Hungaria
A 434 Hungaria kisbolygó, melyet 1898-ban fedezett fel Max Wolf német csillagász és a Budapesten tartott Csillagászati Konferencia tiszteletére nevezte el Magyarországról. A Hungaria-típusú kisbolygók névadója, amely később a Hungaria dinamikai családra és az E típusú kisbolygók színképi családjára vált szét.

## Pályája
A Hungaria pályájának érdekessége, hogy 2 csillagászati egységnyire kering a Nap körül, és ezzel a pályával a kisbolygók övének belső szélén jár. Pályahajlása is nagy, mintegy 30 fok.
Hirajama Kijocugu japán csillagász 1918-ban a kisbolygók pályájának tanulmányozása során több típusú pályájú kisbolygót egyetlen kisbolygócsaládba sorolt. Ezeket a családokat később fokozatosan bővítették és új családokat is definiáltak.
Az egyik definíciós paraméter, a félnagytengely, a pályahajlás és az excentricitás mellett a rezonancia lett. Azt a családot, amelynek pályája 9:2-es rezonanciában van a Jupiterével és 2:3 rezonanciában van a Marssal a Hungária kisbolygóról nevezték el. 

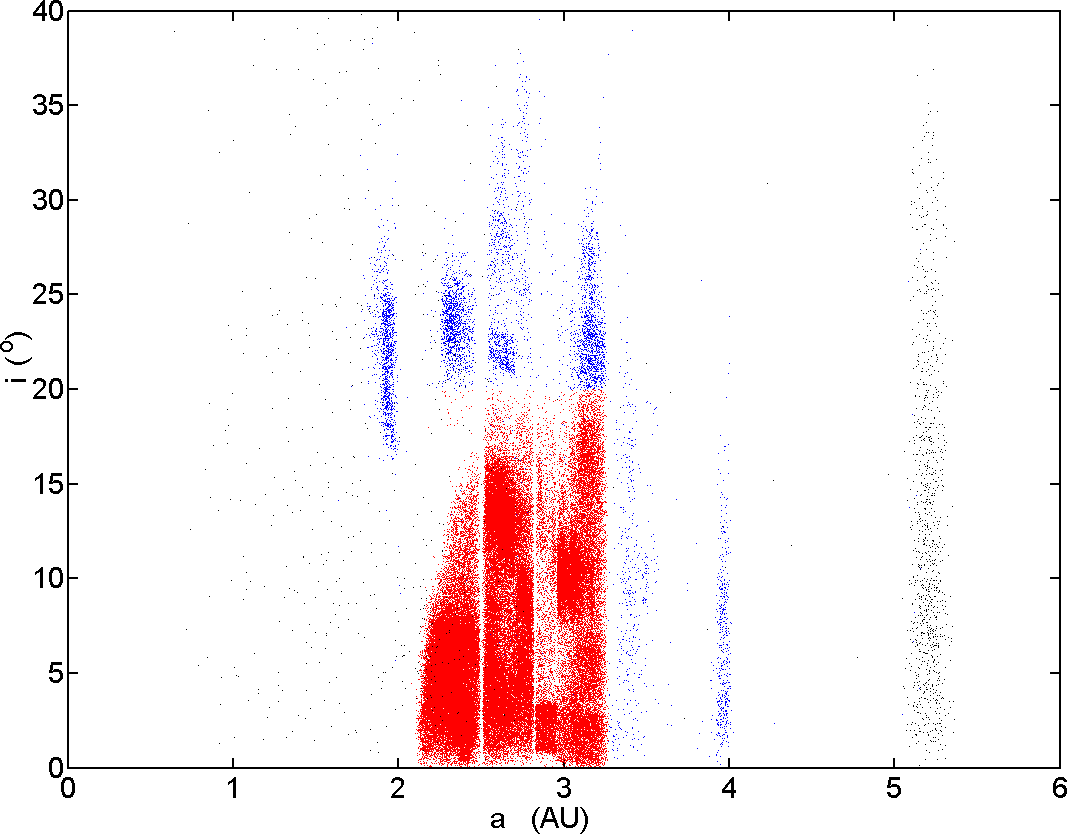
Kisbolygócsaládok a Mars és a Jupiter pályája között. A Hungaria kisbolygócsalád balra szélen található, nagy inklinációnál, kékes színnel jelölve. A fő kisbolygóöv tagjai pirossal vannak jelölve.

## Színképe, összetétele
A „Hungaria család” másról is nevezetes. Színképe a legjobb visszaverőképességű kisbolygók közé tartozik. A ráeső napfénynek mintegy 30 százalékát veri vissza. Színképtípusa E, ami jó hasonlóságot mutat az ensztatitos kondritok és akondritok színképével, valamint az aubrit nevű akondrit típussal.
Később még több hasonló színképű kisbolygót fedeztek föl. Ezek egyike szintén magyar nevű: ez a 3103 Eger kisbolygó.

## A Hungaria kisbolygók színképtípusai 2008-ban
A kisbolygók fölfedezése, színképi vizsgálata egy erőteljes fejlődésben lévő tudományág. Mi sem bizonyítja ezt jobban, hogy ma már néhány ezer Hungaria típusú kisbolygó ismert. Ezt a Hungaria dinamikai családot már nem lehet egyetlen színképtípusba sorolni. Egy 2008-as fölmérés során a következő színképtípus eloszlást találták a kutatók (Assandri és Gil-Hutton, 2008). 334 darab színkép vizsgálata alapján a Hungaria család a következő színképtípusba sorolt kisbolygókból állt: az E típusú kisbolygók és az M típusú kisbolygók közé tartozik (ezeket később összevonták és X típusúaknak jelölik) a vizsgáltak 59%-a, a C típusú kisbolygók közé 26%-a, az S típusú kisbolygók közé a 9%-a, és néhány más típusú is akadt még köztük.